# MaYaN
I MaYaN sono un supergruppo symphonic death metal olandese fondato nel 2010 per iniziativa di Mark Jansen (chitarrista e seconda voce degli Epica), Jack Driessen e Frank Schiphorst.

## Storia del gruppo

### Quarterpast(2010-2012)
Dopo la composizione di Design Your Universe, quarto album in studio degli Epica, Mark Jansen aveva ancora molte idee considerate tuttavia troppo estreme per il gruppo. Durante il tempo passato insieme al chitarrista Sander Gommans e al tastierista Jack Driessen, suoi ex compagni negli After Forever, i tre iniziano a lavorare su alcuni brani, dando così inizio al progetto MaYaN. Il nome scelto per la nuova formazione deriva dall'interesse che Jansen nutre per la civiltà Maya.
Subito dopo Gommans viene sostituito da Frank Schiphorst, già chitarrista dei My Propane; alla batteria e alla chitarra solista vengono assoldati rispettivamente Ariën van Weesenbeek e Isaac Delahaye, già membri degli Epica, mentre per il ruolo di bassista è stato scelto Jeroen Paul Thesseling degli Obscura. Mark Jansen si occupa solamente del growl e dello scream, mentre le parti cantante pulite vengono inizialmente affidate a degli ospiti.
Il 15 aprile 2011 è stato reso disponibile per il download gratuito il brano Drown the Demon, mentre il 20 maggio è stato pubblicato l'album d'esordio Quarterpast, che vede come ospiti Simone Simons, Floor Jansen, Henning Basse e Laura Macrì. Poco dopo, Thesseling è stato sostituito da Rob van der Loo.
Il 3 agosto è stato pubblicato il videoclip di War on Terror.

### Antagonise(2013-2016)
Il 6 settembre 2013 Basse e Macrì entrano ufficialmente nella formazione dei MaYaN, mentre ad ottobre viene invece annunciato l'abbandono di Delahaye, sostituito da Merel Bechtold.
Il 12 dicembre 2013 è stato pubblicato il lyric video di Faceless Spies, brano facente parte del secondo album dei MaYaN, Antagonise. Quest'ultimo è stato distribuito a partire dal 31 gennaio 2014 e vi hanno partecipato come ospiti le cantanti Floor Jansen e Marcela Bovio e il violinista Dimitris Katsoulis.
Il 5 febbraio è stato pubblicato il lyric video del brano Human Sacrifice.
Nel 2015 Rob van der Loo ha abbandonato il gruppo ed è stato sostituito da Roel Käller. Nel frattempo è entrato nella formazione anche George Oosthoek, ex cantante degli Orphanage, in veste di growler aggiuntivo.

### Dhyana(2017-presente)
Nel giugno 2017 i MaYaN hanno confermato l'entrata in formazione della cantante Marcela Bovio.
Nel corso dell'anno il gruppo ha iniziato anche le sessioni di lavorazione al terzo album, intitolato Dhyana, il quale avrà come ospite alla chitarra acustica Roman Huijbreghs dei Navarone Per la sua creazione i MaYaN hanno deciso di avvalersi di una vera orchestra sinfonica al posto delle campionature e per finanziare tale collaborazione hanno lanciato una campagna di crowdfunding su Indiegogo. Coloro che hanno partecipato all'iniziativa hanno ricevuto come contenuto aggiuntivo l'EP Undercurrent, composto da tre brani inediti con testi riguardanti Donald Trump e l'imperialismo statunitense e da una nuova versione di Insano, brano contenuto in Antagonise; chi ha acquistato il pacchetto più costoso ha poi ricevuto anche l'EP Metal Night at the Opera contenente tre brani operistici, ossia Cujus Animam Gementem di Pergolesi, Der Hölle Rache di Mozart e La Danza di Rossini, riarrangiati in chiave metal e cantati da Laura Macrì. Giacché le donazioni hanno superato la cifra richiesta, la registrazione delle parti dell'Orchestra Sinfonica di Praga ha avuto luogo il 2 giugno 2018.
Il 27 luglio è stato pubblicato il lyric video del brano The Rhythm of Freedom, tratto da Dhyana. Contestualmente è stata svelata la lista tracce dell'album.
Il 31 luglio Henning Basse ha lasciato il gruppo a causa dei numerosi impegni con gli altri suoi progetti musicali; rimarrà comunque un ospite ricorrente. Al suo posto è subentrato Adam Denlinger, che aveva già cantato con i MaYaN in alcuni live del 2017.
Il 17 agosto è stato pubblicato il videoclip del brano omonimo Dhyana, mentre il 21 settembre è stato pubblicato quello di Saints Don't Die. Sempre il 21 settembre è stato pubblicato l'album e il giorno successivo è stato presentato dal vivo. Il titolo deriva dal termine sanscrito Dhyāna, che indica la meditazione e dalla cui traslitterazione derivano i termini Chan in cinese e Zen in giapponese; Mark Jansen ha spiegato che si riferisce a quel momento dove la mente sparisce e non vi è più nessuna preoccupazione inerente al passato o al futuro, ma solo la gioia del momento presente. Il 24 aprile 2019 è stato diffuso il videoclip di The Power Process.

## Stile musicale e tematiche
Le sonorità dei MaYaN sono caratterizzate da chitarre tipicamente technical death metal con influenze black metal, batteria con doppio pedale e blast beat, tastiere e orchestrazioni dalle atmosfere maligne; in alcuni punti sono presenti anche sezioni ritmiche grindcore. Sono frequenti i virtuosismi tecnici, i cambi di tempo e umore, i passaggi acustici e l'utilizzo di ritmiche complesse, ma in alcuni brani si dà anche attenzione alla melodia. I MaYaN alternano la voce death con voci pulite sia maschili che femminili (anche liriche) e nei propri testi, oltre all'inglese, talvolta usano l'italiano, lo spagnolo e il latino.
Per quanto riguardano le tematiche, sono frequenti argomenti sociopolitici come la corruzione, la mafia, la criminalità, la libertà, l'ambientalismo, i preti pedofili, i mali causati dalla guerra, la libertà, la privacy e casi di cronaca e attualità. Il loro terzo album, Dhyana, tratta anche tematiche ispirate dalla spiritualità indiana e dalla meditazione buddhista.

## Formazione
Attuale
- Mark Jansen – growl e scream (2010-presente)
- Laura Macrì – voce femminile (2013-presente)
- Marcela Bovio – voce femminile (2017-presente)
- Adam Denlinger – voce maschile (2018-presente)
- George Oosthoek – growl e scream (2016-presente)
- Merel Bechtold – chitarra solista (2013-presente)
- Frank Schiphorst – chitarra ritmica (2010-presente)
- Jack Driessen – tastiera, cori (2010-presente)
- Roel Käller – basso (2016-presente)
- Ariën van Weesenbeek – batteria, cori (2010-presente)

Ex-componenti
- Isaac Delahaye – chitarra solista (2010-2013)
- Jeroen Paul Thesseling – basso (2011)
- Rob van der Loo – basso (2011-2016)
- Henning Basse – voce maschile (2013-2018)

## Discografia

### Album in studio
- 2011 – Quarterpast
- 2014 – Antagonise
- 2018 – Dhyana

### Extended play
- 2018 – Undercurrent
- 2018 – Metal Night at the Opera